# Chaetopleura pertusa
Chaetopleura pertusa är en blötdjursart som först beskrevs av Reeve 1847.  Chaetopleura pertusa ingår i släktet Chaetopleura och familjen Ischnochitonidae. Inga underarter finns listade i Catalogue of Life.